# Jon Gries
Jonathan Francis "Jon" Gries (Glendale, California, 17 de junio de 1957) es un actor, guionista, y director estadounidense. Sus papeles más importantes han sido Tío Rico en Napoleon Dynamite y Roger Linus en Perdidos. También es conocido por sus papeles en Martin y The Pretender y en la película Running Scared.

## Filmografía
- 1979: More American Graffiti
- 1985: Real Genius
- 1986: TerrorVision
- 1986: Running Scared
- 1987: The Monster Squad
- 1988: Fright Night II
- 1995: Get Shorty
- 1997: Hombres de Negro
- 2003: El tesoro del Amazonas
- 2004: Napoleon Dynamite
- 2006: Stick It
- 2008: Taken
- 2008: The Comebacks
- 2012: Taken 2
- 2015: Taken 3
- 2022: The White Lotus